# Lipno nad Vltavou
Lipno nad Vltavou (Duits: Lippen) is een dorp en gemeente gelegen aan het Lipnomeer in de regio Zuid-Bohemen in Tsjechië. Het dorp ligt op 776 meter hoogte, aan de oever van het Lipnomeer.
De plaats is een uitvalbasis voor toerisme in de regio. In de zomer zijn er veel watersportmogelijkheden op en rond het Lipnomeer en op de Moldau. Er is een skigebied, Kramolin, waar 's winters geskied kan worden. Wandelen en fietsen is bijna het gehele jaar mogelijk. Ook zijn er een golfbaan, een overdekt zwembad en een rodelbaan.

## Bezienswaardigheden
- Lipnomeer

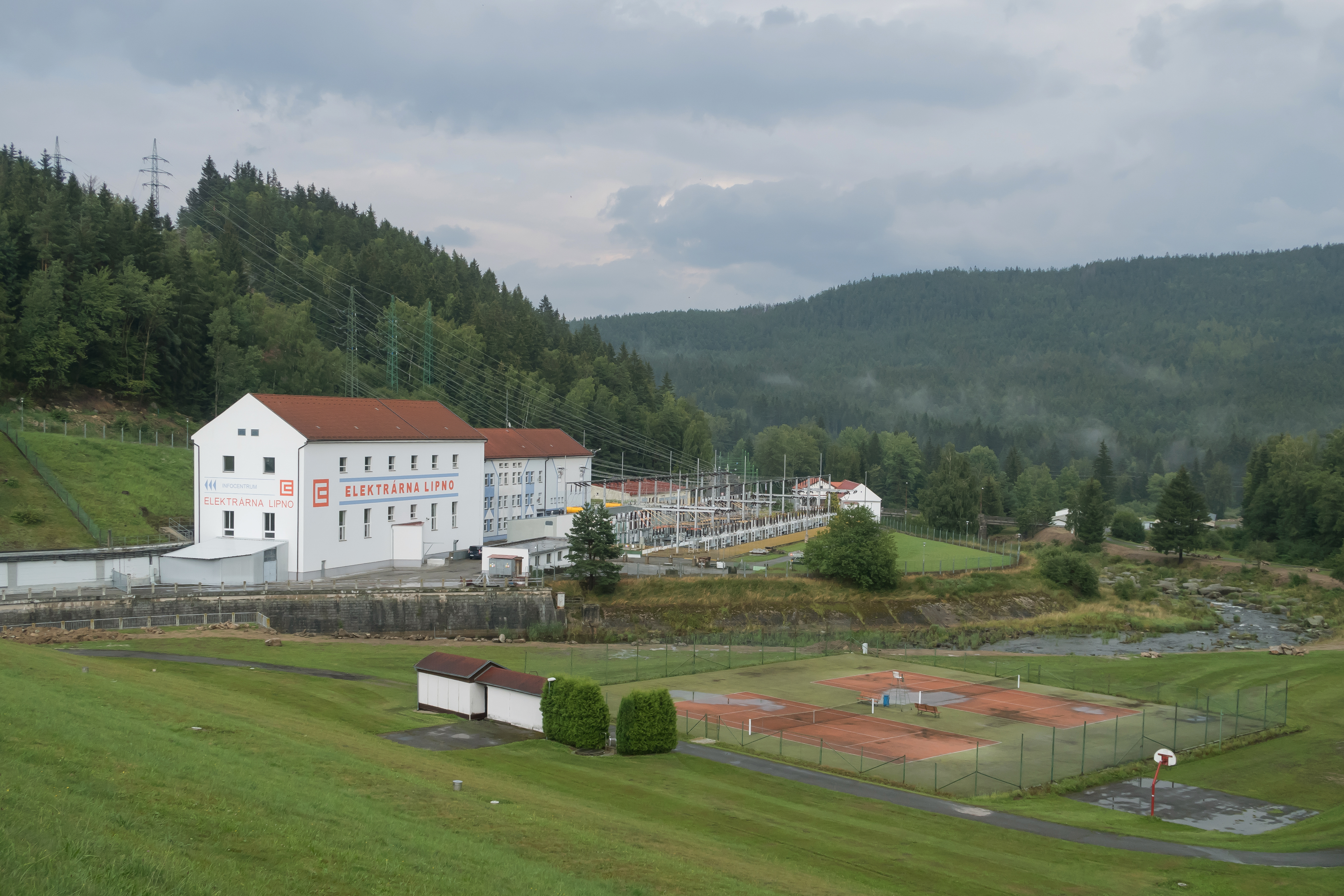
Energiecentrale Elektrárna Lipno
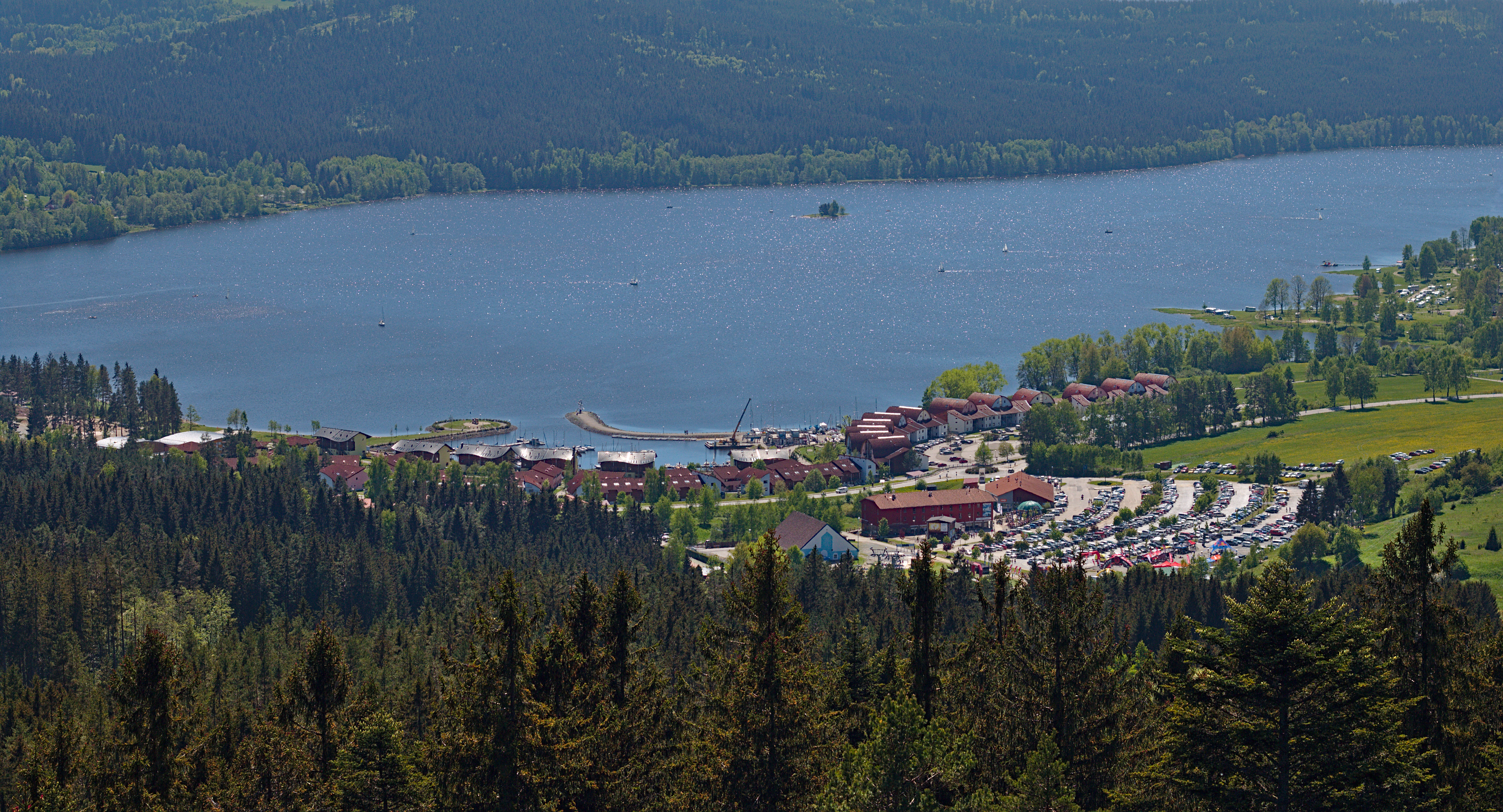
Zicht op Lipno nad Vltavou en het Lipnomeer
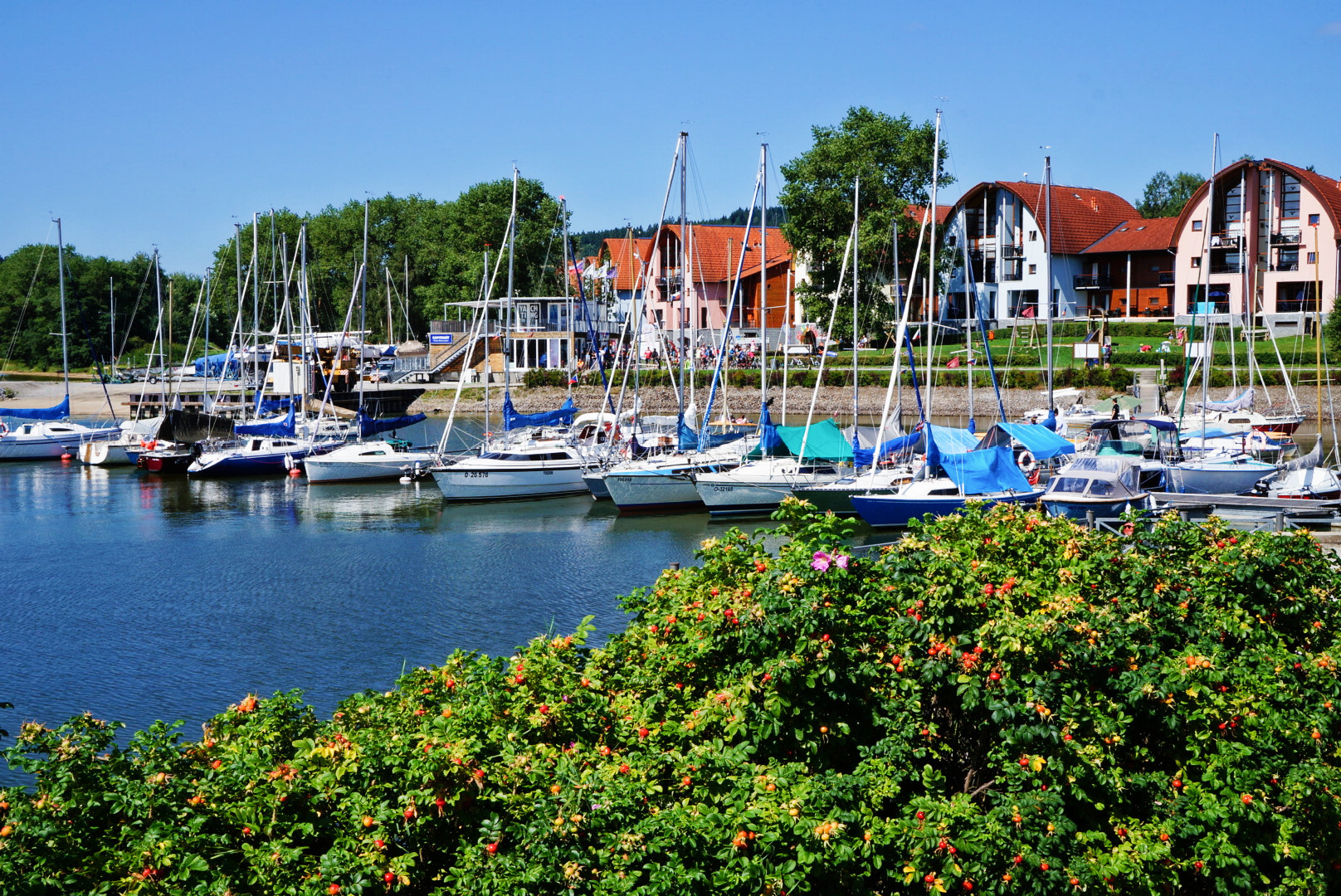
Jachthaven

Benešov nad Černou · Besednice · Bohdalovice · Brloh · Bujanov · Černá v Pošumaví · Český Krumlov · Dolní Dvořiště · Dolní Třebonín · Frymburk · Holubov · Horní Dvořiště · Horní Planá · Hořice na Šumavě · Chlumec · Chvalšiny · Kájov · Kaplice · Křemže · Lipno nad Vltavou · Loučovice · Malonty · Malšín · Mirkovice · Mojné · Netřebice · Nová Ves · Omlenice · Pohorská Ves · Polná na Šumavě · Přední Výtoň · Přídolí · Přísečná · Rožmberk nad Vltavou · Rožmitál na Šumavě · Soběnov · Srnín · Střítež · Světlík · Velešín · Větřní · Věžovatá Pláně · Vojenský újezd Boletice · Vyšší Brod · Zlatá Koruna · Zubčice · Zvíkov